# Frank Lobman
Frank Lobman (Paramaribo, 18 november 1953 – Rotterdam, 10 juni 2021) was een Surinaams-Nederlands thaibokser en karateka.

## Biografie
Frank Lobman was een telg uit een sportfamilie. Op 7 mei 1972 behoorde hij tot de eerste groep zich aanmeldde toen Cecil Tirion de eerste karateschool van Suriname startte in de stijl kyokushinkai. Toen zijn broer, de derde dan karateka Hedwig Lobman, in 1975 terugkwam naar Suriname en de Karate Academie startte, stapte hij over.
Tussendoor was hij in 1976 in Nederland en nam hij deel aan de Open Zeeuwse Atletiekkampioenschappen. Hier won hij goud bij het speerwerpen en zilver op de 100 m sprint.
Terwijl Lobman in februari 1977 nog zijn arm in het gips had als blessure na een karatewedstrijd, behaalde hij tijdens de Caraïbische kampioenschappen op Aruba in oktober van dat jaar een bronzen medaille. Rond februari 1978 nam zijn broer het examen af voor zijn eerste dan, tegelijkertijd met Wilfred Burgos. Twee maanden later, op 18 april, opende hij zijn eigen sportschool, met naast karate ook training in gymnastiek.
Vanaf de jaren 1980 woonde Lobman in Nederland. Hier stapte hij over naar het thaiboksen. Bij elkaar werd hij vijf maal Europees kampioen kickboksen en zette hij een trackrecord neer van negentig procent knock-outs. Hij wist te winnen van veel vooraanstaande vechters, onder wie Bas Rutten, Ken Shamrock en de Britse kampioen zwaargewicht Steve Taberner. Hij eindigde zijn actieve sportcarrière in 2003 met een gevecht in Ahoy tegen Jan Oosterbaan, van wie hij eerder won in 1984. Hij verloor zijn afscheidswedstrijd op punten.
Lobman overleed in 2021. Hij is 67 jaar oud geworden.

## Titels
- 5 maal Europees kampioen kickboksen
- Europees kampioen zwaargewicht I.K.B.F.
- Europees kampioen zwaargewicht E.M.T.A.
- Nederlands kampioen zwaargewicht